# 1er régiment d'artillerie de montagne
Le 1er régiment d'artillerie de montagne est un ancien régiment d'artillerie de montagne de l'armée française. Ce régiment est issu des batteries alpines qui défendirent les vallées alpines au XIXe siècle.

## Création et dénominations
- 1er mars 1910 : création du régiment à Grenoble.

- 1er janvier 1924 : changement d'appellation du régiment qui devient le 93e régiment d'artillerie de montagne.

## Historique des garnisons, campagnes et batailles

### Origines du régiment
Les batteries d'artillerie alpines sont primitivement rattachées au 2e régiment d'artillerie (2e RA) de Grenoble et au 19e régiment d'artillerie (19e RA) de Nice. La loi du 24 décembre 1888 définit l'organisation des troupes alpines et créée 12 groupes alpins, formés chacun d'un bataillon de chasseurs alpins, d'une batterie d'artillerie alpine issue des 2e ou 19e RA, et d'une section du génie. Un treizième groupe alpin est créé en 1889.
Par restructuration du 1er mars 1910, les groupes alpins sont dissous; les batteries alpines ne sont plus affectées au 2e et 19e RA mais forment corps. Deux régiments d'artillerie de montagne sont créés : le 1er régiment d'artillerie de montagne (1er RAM) à Grenoble et le 2e régiment d'artillerie de montagne (2e RAM) à Nice.

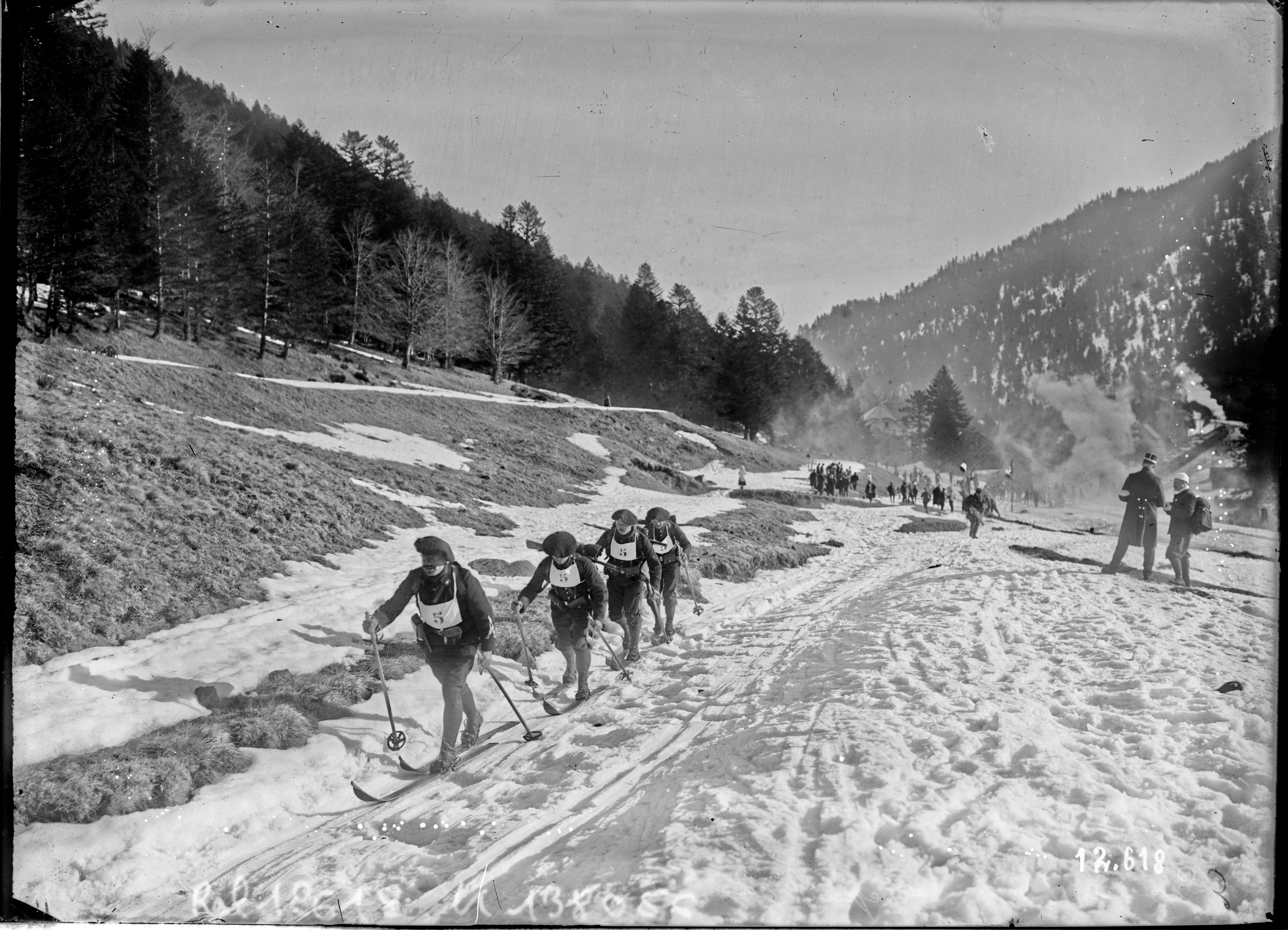
L'équipe du 1er régiment d'artillerie de montagne lors d'une course de fond au Lioran le 12-2-1911.

Le régiment tient garnison à Grenoble de 1910 à 1924. Il est constitué en temps de paix de sept batteries muletières servant le canon de montagne Schneider-Ducrest de 65 mm modèle 1906.

### Campagne du Maroc
Le régiment prend part aux opérations de conquête au Maroc en 1912-1913.

### Première Guerre mondiale
En juillet 1914, l'ordre de mobilisation parvient au régiment. En plus des sept batteries existantes, le régiment met sur pied huit batteries de réserve et six sections de munitions. Le régiment prend part aux opérations actives sur le front français, le front italien et le front d'Orient.
En septembre 1915, six batteries sont employées au cours de l'offensive en Champagne comme batteries d'accompagnement. Les pertes sont nombreuses : les artilleurs et leurs mulets offrent une cible trop visible pour les Allemands.
Le 1er décembre 1917, le régiment est réorganisé. Plusieurs batteries rentrent à Grenoble et servent de noyau pour la formation de groupes d'artillerie. Le régiment possède dès lors 28 batteries de combat, 8 sections mixtes de munitions et 4 batteries de dépôt. 12 batteries sont affectées sur le front occidental (nord, nord-est et Italie) et 16 à l'armée française d'Orient.
Le 15 août 1918, la plupart des batteries du régiment sont renvoyées dans le secteur de Dobroplje-Sokol avec la 122e division d'infanterie. Elles participent à la rupture du front le 15 septembre puis partent comme batteries d'avant-garde avec la division yougoslave.
La 1re guerre mondiale se termine. Les noms de Champagne 1915 et Dobropolje 1918 sont inscrits en lettres d'or sur l’Étendard du régiment. En 1930, Alexandre 1er, Roi de Yougoslavie décerne au 93e RAM (nouvelle numérotation depuis le 1er janvier 1924) la médaille commémorative pour la libération et l'unification 1914-1918 de son pays pour sa participation aux combats de l'armée d'Orient.

### Entre-deux guerres
Le 1er janvier 1924, le régiment change d'appellation et devient le 93e régiment d'artillerie de montagne.

## Traditions

### Décorations
- Médaille commémorative serbe pour la libération et l'unification 1914-1918 (décernée par le roi Pierre Ier de Serbie au 93e régiment d'artillerie de montagne en 1930, pour récompenser les faits d'armes du 1er régiment d'artillerie de montagne sur le front d'Orient, ancienne numérotation avant le 1er janvier 1924).

## Liste des chefs de corps
- 1er aout 1914 : lieutenant-colonel Mochot.

## Sources et bibliographie
- Historique du 1er régiment d'artillerie de montagne pendant la guerre 1914-1918, Paris, Berger-Levrault (Nancy), 43 p., lire en ligne sur Gallica.